# Anatolij Saułewycz
Anatolij Wołodymyrowycz Saułewycz, ukr. Анатолій Володимирович Саулевич, ros. Анатолий Владимирович Саулевич, Anatolij Władimirowicz Saulewicz (ur. 26 marca 1959 w Kijowie, zm. 13 listopada 2021) – ukraiński piłkarz, grający na pozycji lewego obrońcy i pomocnika, juniorski reprezentant Związku Radzieckiego.

## Kariera piłkarska

### Kariera klubowa
Wychowanek Internatu Sportowego w Kijowie. W 1976 podczas przygotowań do Spartakiady w składzie reprezentacji Ukraińskiej SRR został zauważony przez trenerów Karpat Lwów. Zgodził się na przejście do Lwowa, chociaż później zapraszali do Dynama Kijów. Najpierw występował w drużynie rezerwowej, a 6 czerwca 1978 debiutował w podstawowej jedenastce Karpat Lwów w spotkaniu przeciwko drużyny Kuzbass Kemerowo. Kiedy w 1982 odbyła się fuzja Karpat z klubem SKA Lwów został piłkarzem SKA Karpaty Lwów. Od 1986 bronił barw klubów Nywa Tarnopol i Podillia Chmielnicki. W 1989 powrócił do odrodzonego klubu Karpaty Lwów. Następnie występował w Zaria Bielce. W 1992 przeszedł do Hałyczyny Drohobycz, w której zakończył karierę piłkarską.

### Kariera reprezentacyjna
W 1976 zdobył Mistrzostwo Europy z radziecką reprezentacją U-18 na Węgrzech, a w 1977 w Belgii brązowy medal. Potem przez włączenie do reprezentacji jedynego piłkarza z Moskwy (Aleksiej Iljin) nie pojechał w 1977 na Młodzieżowe Mistrzostwo Świata do Tunezji, gdzie reprezentacja ZSRR zdobyła złoty medal.

## Sukcesy i odznaczenia

### Sukcesy klubowe
- mistrz Pierwszej Ligi ZSRR: 1979

### Sukcesy reprezentacyjne
- mistrz Europy U-18: 1976
- brązowy medalista Mistrzostw Europy U-18: 1977

### Odznaczenia
- tytuł Mistrza Sportu ZSRR: 1979.